# Bayeux Museum
Bayeux Museum est la marque des trois musées de la ville de Bayeux (Calvados) : la Tapisserie de Bayeux, le musée d'Art et d'Histoire Baron-Gérard et le musée mémorial de la Bataille de Normandie.

## Tapisserie de Bayeux
La tapisserie de Bayeux, conservée au centre Guillaume-le-Conquérant, également connue sous le nom de tapisserie de la reine Mathilde, est une broderie du XIe siècle inscrite depuis 2007 au registre Mémoire du monde de l'UNESCO. Sur près de 70 mètres de long, cette séquence d'images met en scène des personnages, des animaux et des navires.
La tapisserie décrit l'histoire de la conquête normande de l'Angleterre par Guillaume le Conquérant entre 1064 et 1066.

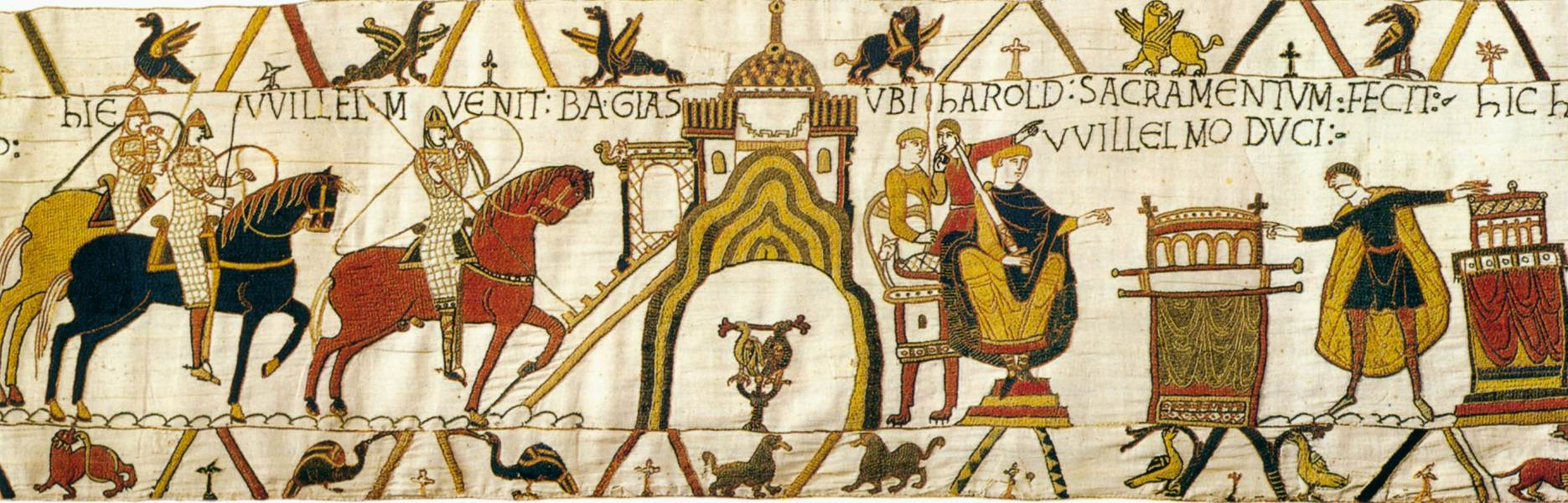
La tapisserie de Bayeux.

## Musée d'Art et d'Histoire Baron-Gérard
Installé dans l'ancien palais épiscopal, le musée d'Art et d'Histoire Baron-Gérard présente des collections sur les différents aspects de la création artistique en Europe, à Préhistoire, jusqu'au XXe siècle.
Le musée conserve 800 pièces archéologiques, 600 œuvres d'art (Gustave Caillebotte, Eugène Boudin, Kees van Dongen…), ainsi que 2 500 porcelaines et dentelles.

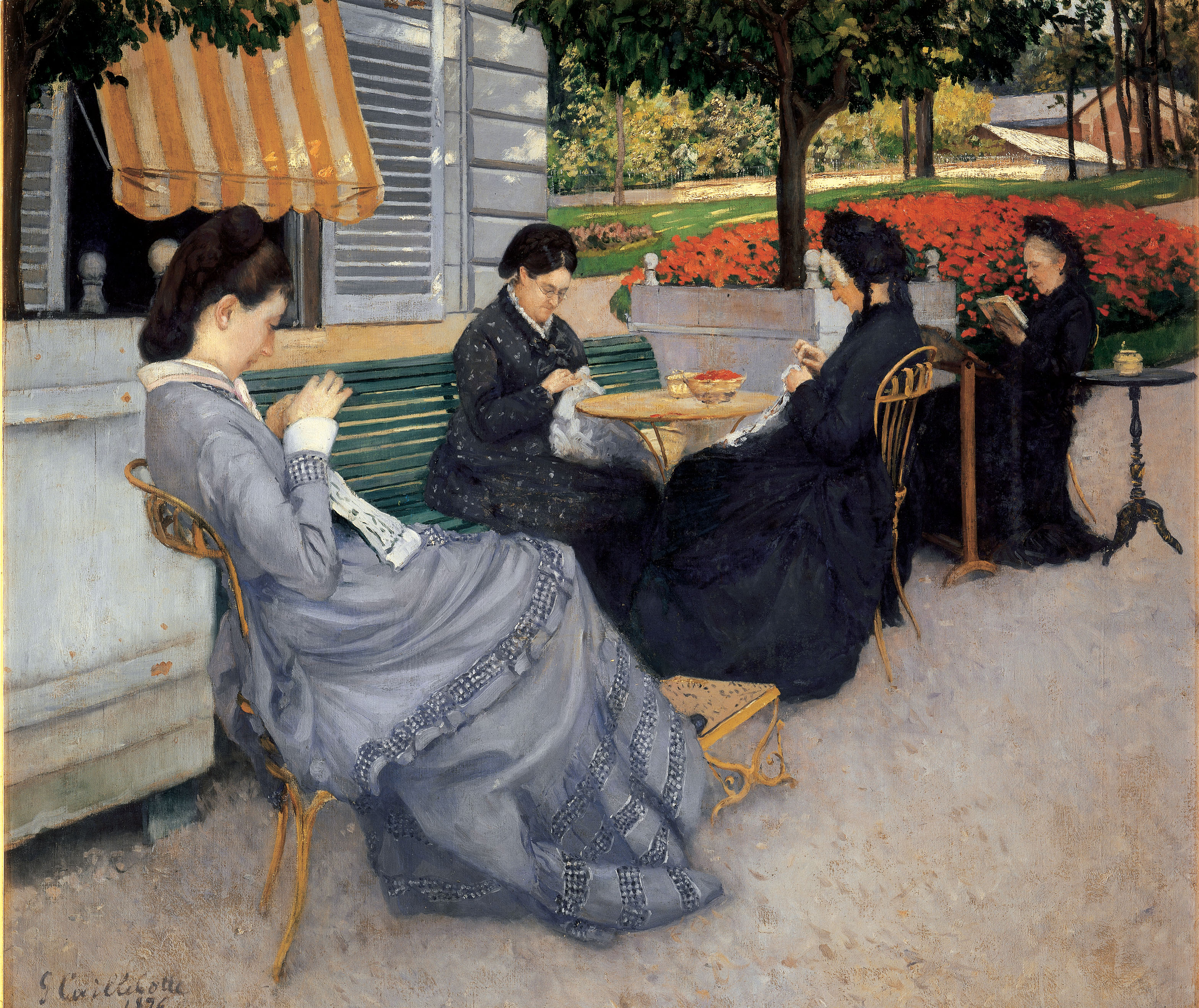
Gustave Caillebotte, Portraits à la campagne (1876).

## Musée mémorial de la Bataille de Normandie
Le musée mémorial de la Bataille de Normandie retrace de manière chronologique les opérations militaires de la Seconde Guerre mondiale du 7 juin au 29 août 1944.
Situé dans l'une des premières villes libérées au lendemain du débarquement, le mémorial collectionne une multitude d'uniformes et de véhicules militaires.

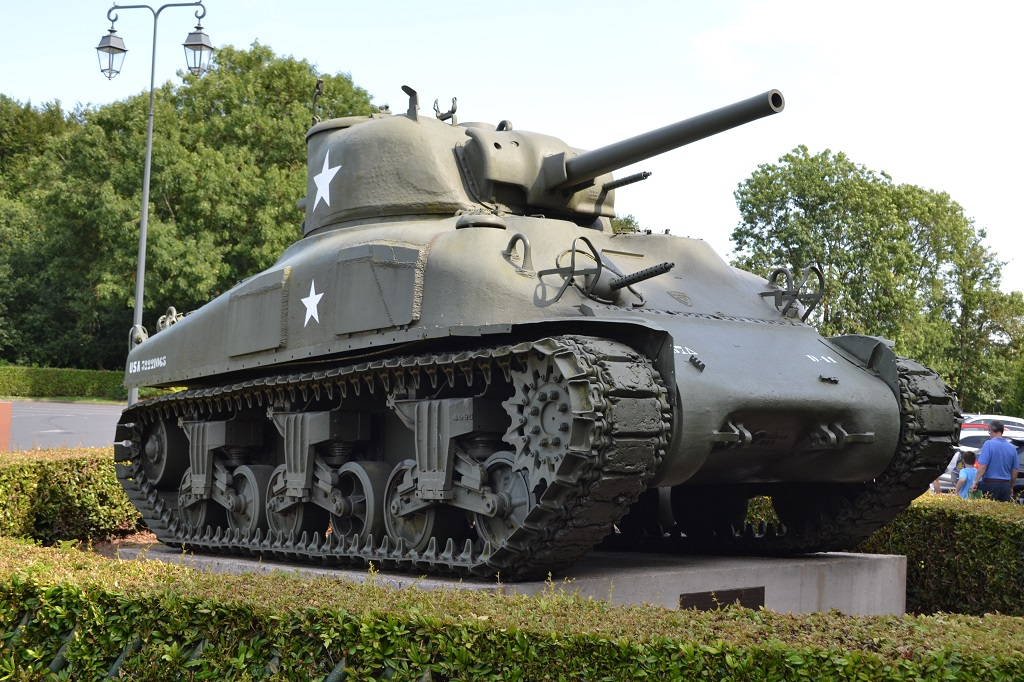
Musée mémorial de la Bataille de Normandie.

## Pass Bayeux Museum
Les musées de Bayeux, gérés par la ville, proposent un pass permettant d'accéder à l'ensemble des musées de la Ville de Bayeux.